# Perafita (Catalunha)
Perafita é um município da Espanha na comarca de Osona, província de Barcelona, comunidade autónoma da Catalunha. Tem 18,5 km² de área e em 2021 tinha 412 habitantes (densidade: 22,3 hab./km²).

## Demografia
| Variação demográfica do município entre 1991 e 2004[carece de fontes?] | Variação demográfica do município entre 1991 e 2004[carece de fontes?] | Variação demográfica do município entre 1991 e 2004[carece de fontes?] | Variação demográfica do município entre 1991 e 2004[carece de fontes?] |
| ---------------------------------------------------------------------- | ---------------------------------------------------------------------- | ---------------------------------------------------------------------- | ---------------------------------------------------------------------- |
| 1991                                                                   | 1996                                                                   | 2001                                                                   | 2004                                                                   |
| 338                                                                    | 319                                                                    | 356                                                                    | 371                                                                    |